# Botterie
La botterie est un métier proche de la cordonnerie de confection traditionnelle de la chaussure de ville en passant par la botte ou encore la chaussure de spectacle. Ce terme est également utilisé pour les magasins vendant ces produits.
On appelle bottier le professionnel de la botterie.

## Autour du monde

### En France

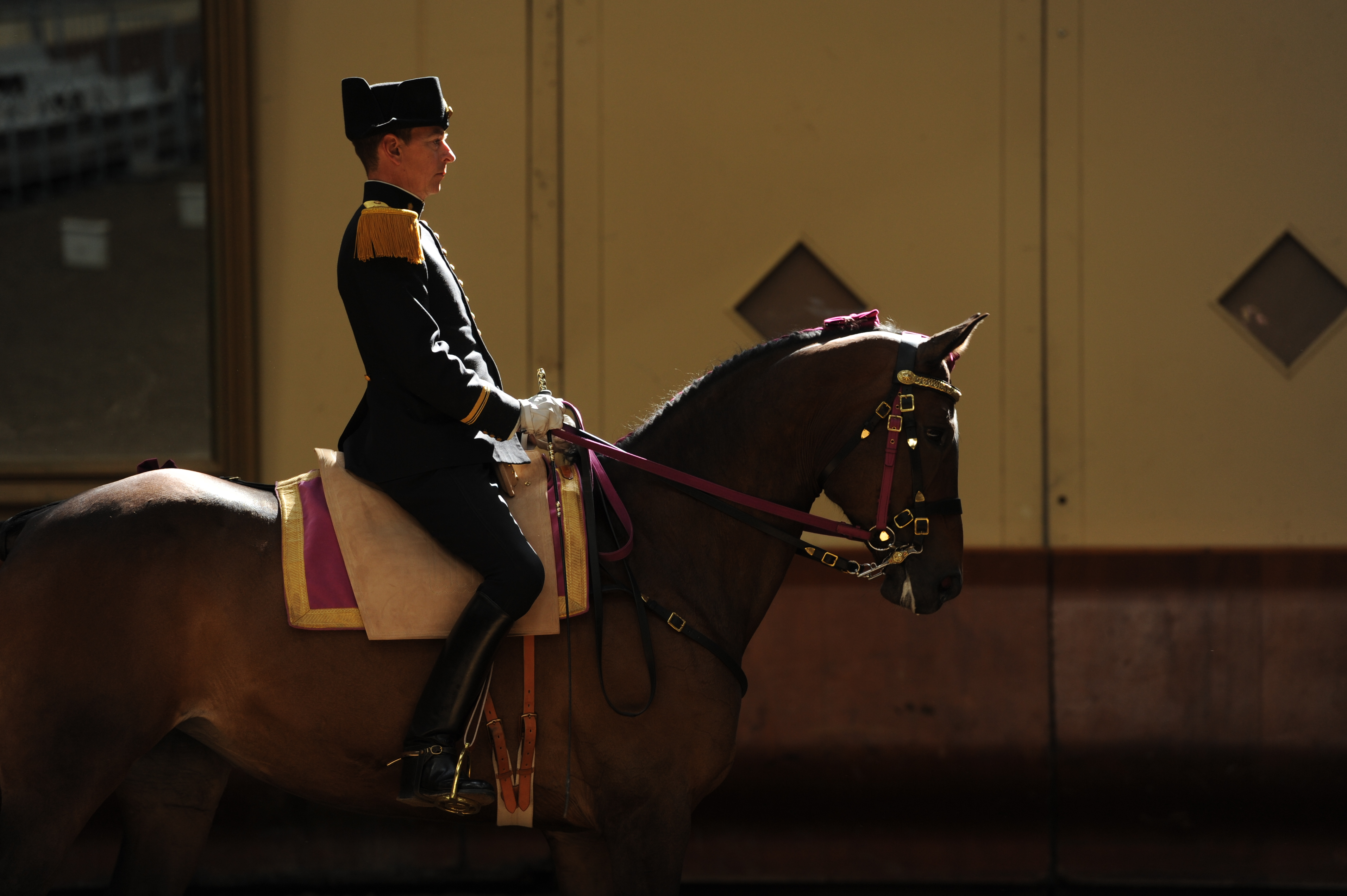
Cavalier du cadre noir utilisant des bottes de tradition française

Les pièces de cuir étaient autrefois attachées par des fils de lin, c'était une des principales destinations de l'industrie du lin autrefois très présente à Lille.
La botterie d'équitation est classée en France dans l'inventaire du patrimoine culturel immatériel en France.

### En Extrême-orient

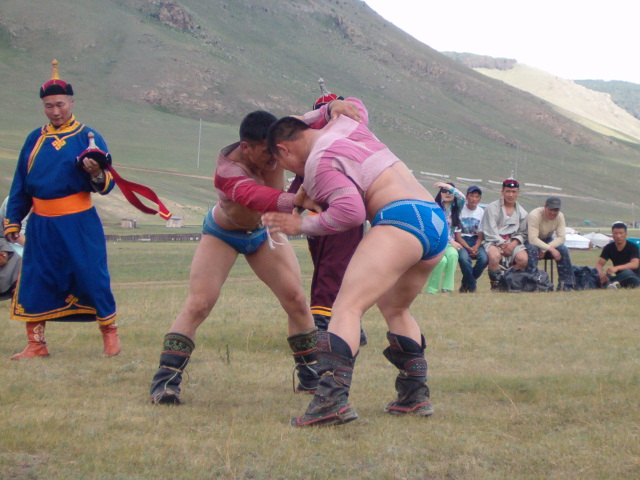
Lutteurs mongols en bottes à bouts relevés, et arbitre en bottes à semelles plates

Chez les Mongols, il y a une importante tradition de la botte, où elle est appelée mongol : ᠭᠤᠲᠤᠯ, MNS : gutal, principalement pour l'équitation et la lutte mongole.
Les semelles de ces bottes sont composées d'une couche de cuir et de plusieurs couches de feutre.
Il y a trois types de bottes chez les Mongols, une faite d'une semelle plate, une autre comportant une extrémité remontante au niveau des doigts de pieds et dont la semelle entoure les côtés des chaussures. Le troisième type est un mocassin où le corps et la semelle sont d'une seule pièce. Chez les Coréens (qui ont partagé leurs traditions pendant plusieurs siècles), elle fait partie du costume formel pour le roi et la noblesse. Le haut de la botte est monté de deux à six pièces, dans lesquelles cinq à six sont communes.

### En Amérique

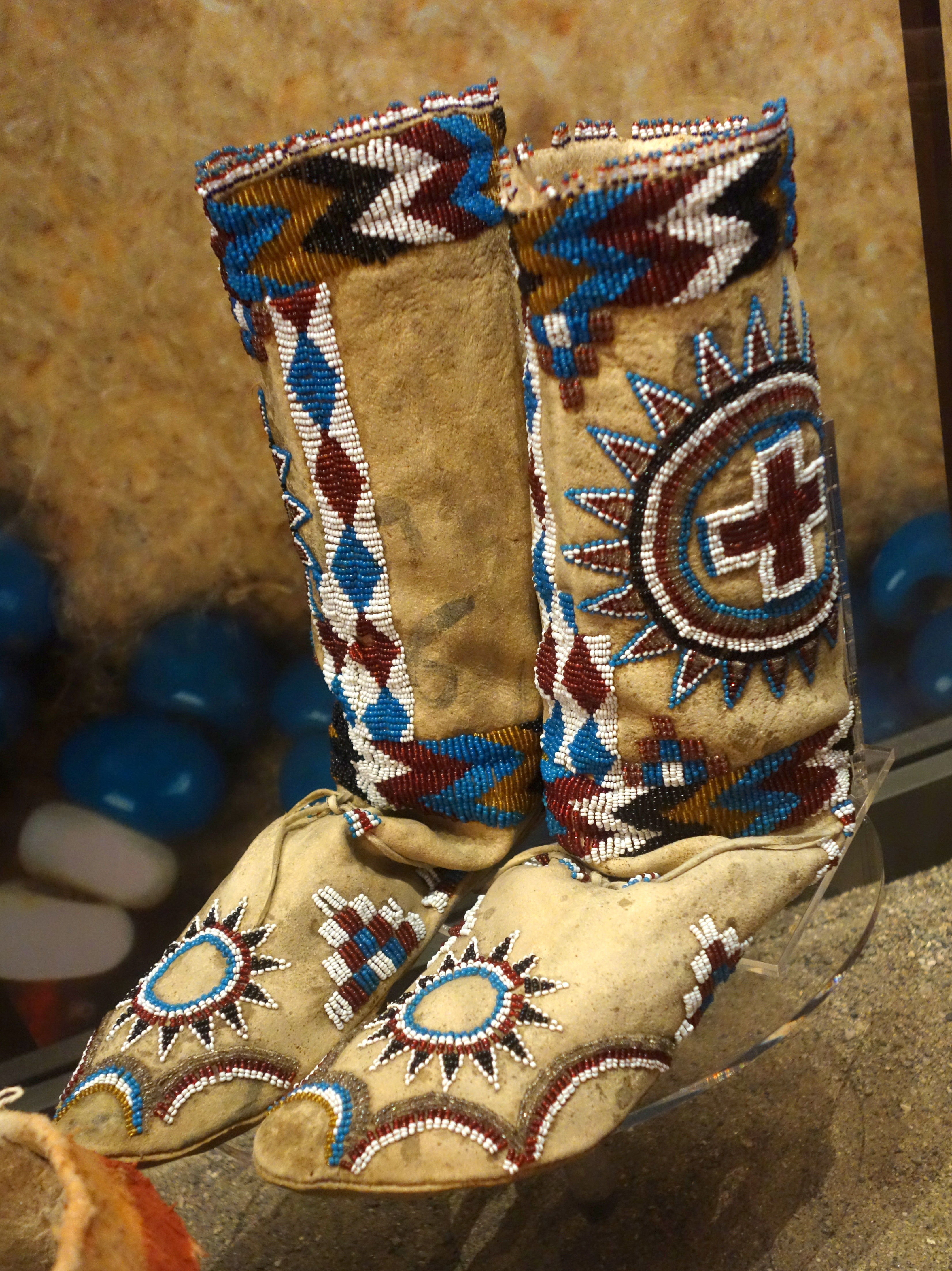
mocassin apache

En Amérique du Nord, la botte apache, comme la botte mongole, existe en différentes formes communes. L'une d'elles comporte une extrémité des pieds relevée, mais celle-ci est face au gros orteil, et non centrée comme dans la version mongole. L'autre est un mocassin à semelle plate.